# Deborah Raffin
Deborah Iona Raffin, född 13 mars 1953 i Los Angeles, Kalifornien, död 21 november 2012 i Los Angeles, Kalifornien, var en amerikansk fotomodell och skådespelare. Hon var dotter till skådespelaren Trudy Marshall. Raffin medverkade bland annat i Ung seglare jorden runt (1974), Touched by Love (1980), Death Wish 3 (1985), miniserien Noble House där hon och Pierce Brosnan spelade huvudrollerna (1988) och Sjunde himlen (1996–2005).
Deborah Raffin var gift med filmproducenten Michael Viner 1974–2005, med vilken hon fick en dotter.

## Filmografi i urval
- 1973 – 40 karat
- 1974 – Ung seglare jorden runt
- 1975 – En gång är inte nog
- 1976 – Demonen
- 1977 – Ondskans redskap
- 1980 – Touched by Love
- 1981 – Foul Play (TV-serie)
- 1983 – Sparkling Cyanide (TV-film)
- 1985 – Death Wish 3
- 1988 – Noble House (Miniserie)
- 1989 – Skymningszonen (TV-serie)
- 1993 – Morning Glory (även manus)
- 1996–2005 – Sjunde himlen (TV-serie)
- 2006 – Law & Order: Special Victims Unit (TV-serie)
- 2008 – Cityakuten (TV-serie)
- 2008–2010 – Secret Life (TV-serie)